# François Thévenet

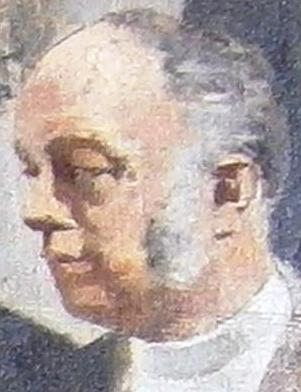
François Thévenet

François Marie „Marius“ Thévenet (* 6. April 1845 in Lyon; † 7. April 1910 in Paris) war ein französischer Rechtsanwalt und Politiker. Von Februar 1889 bis März 1890 amtierte er als Justizminister. Ferner war er von 1892 bis 1900 Senator.

## Leben
François Marie Thévenet studierte in Paris Rechtswissenschaften. Er wurde Advokat und 1875 Munizipalrat in seiner Vaterstadt, dann Mitglied und Präsident des Generalrats des Départements Rhône. Im Oktober 1885 wurde er in die Deputiertenkammer gewählt, in der er sich der republikanischen Linken anschloss. Am 22. Februar 1889 trat er in das Kabinett von Pierre Tirard als Justizminister ein und betrieb eifrig die Anklage gegen Georges Boulanger und seine Anhänger, weswegen er von den Boulangisten heftig angegriffen wurde. In dem am 17. März 1890 von Charles de Freycinet gebildeten neuen Kabinett nahm seinen Posten Armand Fallières ein.
Von Januar 1892 bis Januar 1900 war Thévenet Senator, wobei er wiederum das Département Seine vertrat. Wegen seiner starken Befürwortung einer Wiederaufnahme des Prozesses des Hauptmanns Alfred Dreyfus (1898) wurde Thévenet im Januar 1900 nicht wiedergewählt; er unterlag im dritten Wahlgang Léon Repiquet. Am 7. April 1910 starb er im Alter von 65 Jahren in Paris.